# Boitzenburger Land
Boitzenburger Land é um município da Alemanha, situado no distrito de Uckermark, no estado de Brandemburgo. Tem 215,90 km² de área, e sua população em 2019 foi estimada em 3.089 habitantes.